# Herbie Hide
Herbie Hide est un boxeur britannique né le 27 août 1971 à Owerri, Nigeria.

## Carrière amateur
La carrière d'Hide en amateur est courte, il ne combat qu'à 10 reprises, pour 8 victoires et 2 défaites, finissant deuxième du championnat d’Angleterre 1989 contre Henry Akinwande. 

## Carrière professionnelle

### Débuts professionnels
Il combat pour la première fois en professionnel le 24 octobre 1989, dans la catégorie des lourds-légers. Jusqu'au 9 avril 1991, il enchaine 10 victoires, aucun de ses adversaires ne passant le 3e round. Il combat pour la première fois en poids lourds le 14 mai 1991. Après 4 nouvelles victoires, le 21 janvier 1992, il combat pour le titre International WBC vacant, face à Conroy Nelson. Il envoie son adversaire à terre dans le 1re et 2e round pour le compte, qu'il défendra face à Craig Petersen le 6 octobre 1992. Le 27 février 1993, il bat Michael Murray en 5 rounds et devient champion de Grande-Bretagne. Durant la même année, il bat plusieurs boxeurs chevronnés, Everett Martin étant le premier adversaire d'Hide à atteindre la limite du combat, battu aux points par décision unanime.

### Champion du monde
Le 19 mars 1994, il combat l'américain Michael Bentt pour le titre de champion du monde poids lourds WBO.
Hide l'envoie à terre dans le 3e round, et l'envoie une nouvelle fois à terre dans la 7e reprise, remportant le titre. Après le combat, Michael Bentt sera dans le coma pour 4 jours et frôlera la mort, il se retirera des rings à l'issue de ce combat.
Hide combat l'ancien champion du monde incontesté Riddick Bowe en première défense de son titre, le 11 mars 1995. Il gagne les deux premiers rounds, dansant et utilisant avec succès son jab. Dans la 3e reprise, Bowe réplique efficacement au corps. Hide va deux fois à terre, puis deux fois à nouveau dans le 4e round, une fois dans le 5e et deux autres fois dans le 6e, il perd le combat et la ceinture.

### Reconquête du titre
Après deux nouvelles victoires, Hide a l'occasion de reconquérir la titre, laissée vacante par Riddick Bowe. Le 28 juin 1997, il combat l'ancien champion du monde Tony Tucker par KO technique en 2 rounds. Il défend sa ceinture face à Damon Reed en le battant en 52 secondes et Willi Fischer qu'il bat par KO technique au 2e round.
Il est néanmoins battu par l'ukrainien Vitali Klitchko le 26 juin 1999, mis KO en 2 rounds.